# August Lieber (Dichter)

August Lieber, der„Hochlandsänger“

August Lieber (* 3. August 1847 in Camberg im Taunus (Nassau); † 30. November 1918 in Innsbruck) war ein Tiroler Arzt und Schriftsteller.

## Leben
Der einem alten Bündner Geschlecht entstammende Lieber war der zweitjüngste Sohn des Legationsrates und Vizekammerpräsidenten Moritz Lieber und seiner zweiten Frau Maria Josefa, geb. Hilt.  Einer seiner Brüder war der berühmte Reichstagsabgeordnete und Führer der deutschen Zentrumspartei, Ernst Lieber.
August Lieber entstammte einem streng katholischen Elternhaus und absolvierte seine Gymnasialstudien im Jesuitenpensionat Stella Matutina in Feldkirch und seit 1863 in Metz, wo er das Jesuitenkolleg St. Clement besuchte. Im Sommer 1866 nahm er, als das Herzogtum Nassau nach der verlorenen Schlacht bei Königgrätz seine Selbständigkeit eingebüßt hatte, die österreichische Staatsbürgerschaft an. Es folgten Studienreisen nach Paris und Rom, später ein Aufenthalt in Mainz, der bis Ende September 1869 andauerte. Am 1. Oktober rückte Lieber als Einjährig-Freiwilliger zum tirolischen Kaiserjägerregiment nach Innsbruck ein. Nach Ableistung des Militärdienstes studierte er Medizin in Innsbruck und wurde Mitglied der katholischen Studentenverbindung AV Austria Innsbruck, in der zwei Jahre später auch sein Bruder Ernst Mitglied wurde.  Er wurde am 26. Juni 1876 an der Universität Innsbruck zum Doktor der gesamten Heilkunde promoviert. Noch im selben Jahr vermählte er sich mit Marie Anna, der ältesten Tochter des Tiroler Landtagsabgeordneten und Bürgermeisters von Brixen, Franz Ostheimer, die ihm zwei Söhne gebar.
1878 nahm Lieber als k. k. Reserve-Oberarzt am Okkupationsfeldzug in Bosnien teil. Seine Frau und das eben erst geborenes Söhnchen Franz begleiteten ihn und blieben, soweit es die schwierigen Verhältnisse des Gebirgskrieges zuließen, an seiner Seite. Im Dezember des genannten Jahres erkrankte Lieber an Malaria und kehrt mit seiner Familie nach Innsbruck zurück. Nach einem einjährigen, schleichenden Siechtum brach die Krankheit mit voller Wucht aus, sodass er die Stelle als Assistent am pädiatrischen Ambulatorium und dem Impfinstitut der Innsbrucker Universität erst im Frühjahr 1880 antreten konnte. 1892 wurde Lieber Dozent für Somatologie und Schulhygiene an der k. k. Lehrer- und Lehrerinnen-Bildungsanstalt. Durch die Machenschaften eines Konkurrenten aus diesem Posten verdrängt, unterrichtete er diese Fächer ab 1898 am Pädagogium der Barmherzigen Schwestern und wurde 1906 Dozent für Gewerbehygiene an der Staatsgewerbeschule in Innsbruck.
Obwohl Lieber jahrelang an den Folgen der Malariainfektion laborierte und immer wieder – besonders im Frühjahr und im Herbst – Rückfälle erlitt, widmete er sich in dieser Zeit verstärkt seiner Leidenschaft, dem Bergsteigen. Mit Ludwig Purtscheller, einem der bedeutendsten Alpinisten des 19. Jahrhunderts, war er freundschaftlich verbunden. Seine Erfahrungen als Tourengeher fanden in verschiedenen Artikeln der Alpenvereinszeitschrift ihren Niederschlag. Die 1887 erschienene Abhandlung Die erste ärztliche Hilfeleistung bei Erkrankungen und Unglücksfällen auf Alpenwanderungen, ist die Frucht dieser Betätigung.
Erst spät machte sich bei Lieber der Drang bemerkbar, seine Naturerlebnisse in lyrischer Form zu verarbeiten. Erste Gedichte, die er noch unter dem Pseudonym „Rebeil“ veröffentlichte, wurden in den „Tiroler Stimmen“ abgedruckt. 1899 erschienen im Verlag der Wagnerischen Universitätsbibliothek die Hochlandsklänge, die 1906 ihre dritte Auflage erfuhren. Lieber traf mit seinen hohen, hymnenartigen Tönen („Gelbphantastisch loht im Westen Feuersglut! Rote Flammengarben wehen – Wilde Flammenzungen lecken – Durch des Himmels öde Strecken.“) den Nerv seiner Zeit, was ihm den Beinamen Lieber, der Hochlandsänger eintrug. Den Hochlandklängen folgten die Gedichtsammlungen Auf stillen Pfaden (1902) und Aus tiefen Schachten (1906). Einige Werke Liebers – wie etwa das Das Lied vom Tiroler Adler –  wurden auch vertont. In der letzten Dekade seines Lebens verfasste er die jambischen Stücke Ecce homo, Cruzifixus est und Judas Ischariot, denen aber in der Öffentlichkeit keine große Aufmerksamkeit mehr geschenkt wurde. Heute sind die literarischen Werke August Liebers längst vergessen. In Innsbruck wird die Erinnerung an den Arzt und Dichter, dessen Wahlspruch: „Des Mannes Rücken ward nicht gemacht, sich zu bücken!“ lautete, durch eine nach ihm benannte Straße bewahrt. August Lieber ist am Friedhof St. Nikolaus begraben. Im Totenbuch ist als sein letzter Aufenthaltsort die Adresse Innrain 24/1, als Todesursache „Gehirnlähmung“, angegeben.

## Werke
- Die erste ärztliche Hilfeleistung bei Erkrankungen und Unglücksfällen auf Alpenwanderungen, nach seinen Vorträge in zwei Führer-Instrustions-Cursen zusammengestellt im Auftrag des Central-Ausschusses des Deutschen und Oesterreichischen Alpenvereins. Verlag des D. & Oe. A. V., München 1887
- Hochlandsklänge. Tyrolia, Innsbruck 1900
- Auf stillen Pfaden. Wagner, Innsbruck 1902
- Aus tiefen Schachten. Tyrolia, Innsbruck 1906
- Christus. Tyrolia, Innsbruck 1917